# Jungle Fight 86
Jungle Fight 86 foi um evento de artes marciais mistas promovido pelo Jungle Fight, que ocorreu em 30 de abril de 2016, em Palmas, Tocantins. O maior evento de MMA da América Latina já está acostumado com a recepção calorosa do público de Palmas. Na noite deste sábado (30), a edição 86 consagrou mais dois campeões da organização no Ginásio Ayrton Senna, localizado na capital tocantinense. Apesar da torcida fervorosa a favor do atleta da casa, Maike Linhares, o manauara Naldo Silva foi superior durante os três rounds e conseguiu a vitória por decisão unânime dos árbitros. 

## Ligações Externas
1. ↑  29-28 30-27 30-29 Naldo Silva novo campeão dos galos do Jungle Fight
2. ↑  Valdines é o novo campeão dos Penas
3. ↑  Sassarito disputará o cinturão dos leves
4. ↑  triplo 28-29
5. ↑  30-27 30-27 29-28
6. ↑  triplo 30-27